# Élisa de Gamond
Pour les articles homonymes, voir Gamond.
Élisa de Gamond, née à Bruxelles le 3 avril 1804 et morte à Ixelles le 3 mars 1869, est une femme peintre belge connue pour ses œuvres de facture néo-classique relevant du domaine de la mythologie.

## Biographie

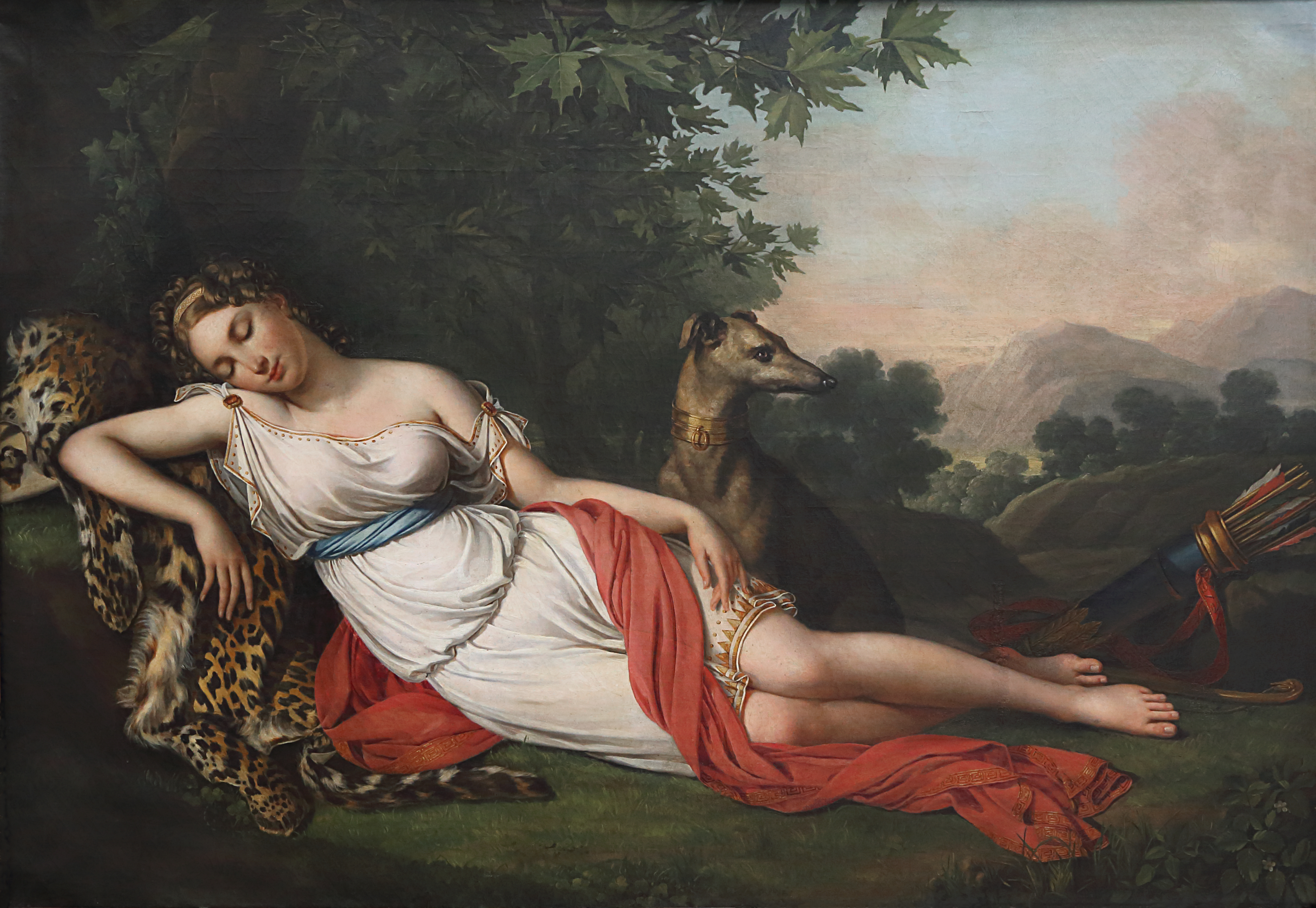
Élisa De Gamond, Nymphe égarée (1826).

Élisa Joséphine Charlotte de Gamond, fille de Pierre Joseph de Gamond, avocat et conseiller à la cour d'appel de Bruxelles et d'Isabelle Angélique de Lados, salonnière, est née à Bruxelles en 1804. 
Sa carrière d'artiste peintre débute vers 1820. En 1823, elle participe à l'exposition concours de l'Académie royale des beaux-arts de Gand en qualité d'élève de Joseph Paelinck. L'œuvre présentée se rapproche du genre historique. Ses œuvres couvrent le champ de la peinture historique et des sujets mythologiques. En août 1826, son tableau La Nymphe égarée obtient à Gand le « prix pour les dames », décerné par les principaux artistes du royaume, qui consiste en une couronne de myrte et de roses, une médaille d'honneur et une indemnité de deux cents florins.
Elle épouse à Bruxelles, le 26 avril 1827, Auguste Théodore Giron, professeur à l'athénée royal de Bruxelles. Le couple a ensuite quatre enfants, nés entre 1828 et 1838. Vers 1830, sa famille et elle s'établissent à Ixelles. Selon l'historienne de l'art Alexia Creusen, son mariage aurait mis un terme à une carrière qui s'annonçait prometteuse.
Sa sœur cadette, Zoé de Gamond, s'illustre comme pédagogue et féministe. Élisa et elle tiennent salon, s'initiant à la politique à une époque où les femmes en étaient exclues, notamment en participant aux salons tenus par leur mère. Ce début de vie politique est en accord avec les événements révolutionnaires de 1830. Plus tard, les deux sœurs tiennent salon deux fois par semaine comme le faisait jadis leur mère.
Elle meurt, à l'âge de 64 ans, le 3 décembre 1869, dans sa demeure rue Goffart à Ixelles,.

## Œuvres
- 1826 : Nymphe égarée, huile sur toile exposée au salon de Gand et conservée au musée des Beaux-Arts de Gand.
- après 1827 : autoportrait au col de fourrure, dessin aux trois crayons sur papier.